# جاك كالوت

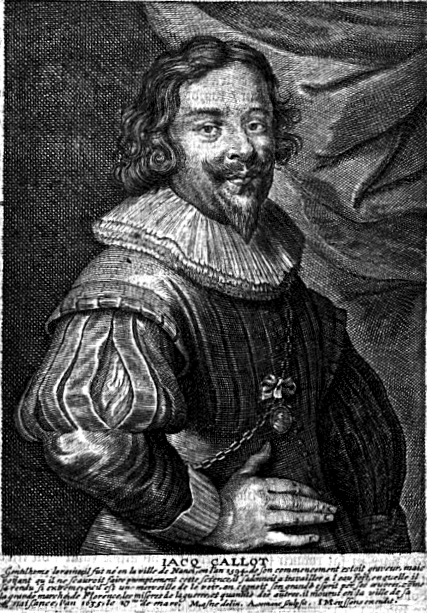
جاك كالوت في هيت قولدن كابنت، ص 523

جاك كالوت رسام باروكي من دوقية لورين (وهي دولة مستقلة على الحدود الشمالية الشرقية لفرنسا والحدود الجنوبية الغربية من ألمانيا ومُتداخِلة مع جنوب هولندا). ويُعد شخصية بارزة في تطور في الرسم القديم. فقد صنع أكتر من 1,400 تنميشًا، يُأرِّخوا الحياة في عصره؛ مُبينًا الجنود والمهرجون وسكارى والغجر والمتسولين وكذلك حياة البلاط. وحفر أيضا العديد من الصور الدينية والعسكرية، وأظهرت العديد من المطبوعات المناظر الطبيعية واسعة في خلفيتها.

## روابط خارجية
- جاك كالوت على موقع الموسوعة البريطانية (الإنجليزية)
- جاك كالوت على موقع ميوزك برينز (الإنجليزية)